# Angelica (Musikinstrument)

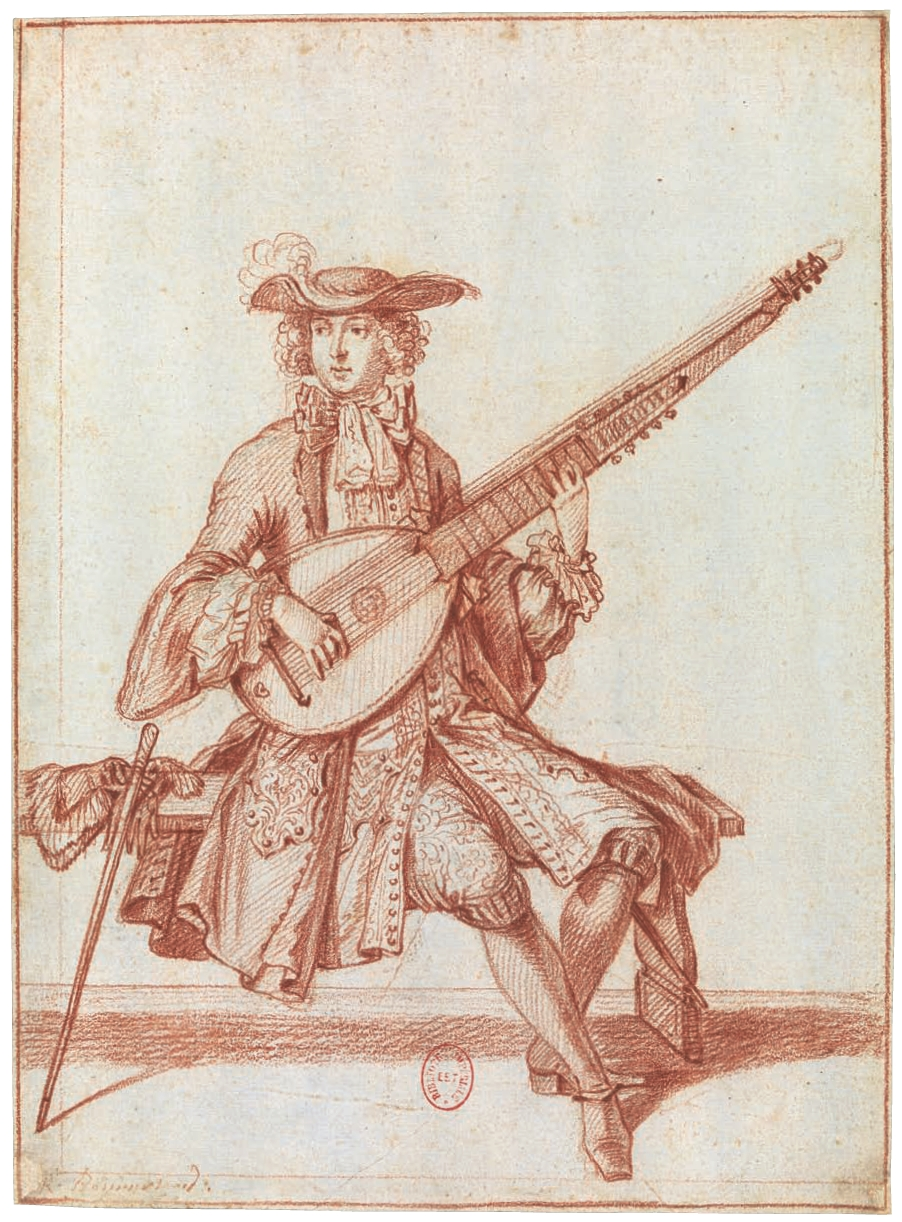
Musiker beim Spiel einer Angélique

Die Angelica oder französisch Angélique ist ein Zupfinstrument der Barockzeit mit 16 Saiten. Sie ähnelt im Aussehen der Theorbe. In den Handschriften und Lexika des 18. Jahrhunderts ist nur von französisch „Angélique“ die Rede; erst im 20. Jahrhundert wird sie auch Angelica oder Angelika genannt.

## Bau und Besaitung
Wie die Laute hat sie einen halbbirnenförmigen Schallkörper mit einem auf der Schalldecke befestigten Saitenhalter (Steg) und einem am Schallkörper befestigten Hals.
Die schwingende Saitenlänge (Mensur) der Griffbrett-Saiten liegt bei den erhaltenen Instrumenten zwischen 54 und 70 cm. Anders als die Laute ist die Angélique mit einzelnen Saiten bespannt.
Über dem ersten Wirbelkasten ist ein zweiter Wirbelkasten angebracht, an dem Bass-Saiten als nicht zu greifende Bordune (bzw. Begleitsaiten) befestigt sind.
Der Typus mit zehn Saiten auf dem Griffbrett und sechs Bordunen ist der so genannte deutsche Typ. Die zwei Wirbelkästen sind bei dem deutschen Typus mit dem so genannten Schwanenhals verbunden.
Daneben sind in Paris auch Instrumente mit acht (bis neun) Saiten auf dem Griffbrett und acht Bordunen erhalten, deren Wirbelkästen durch eine gerade Verlängerung verbunden sind. Die erhaltene Musik setzt jedoch durchweg den deutschen Typ voraus.
Die 16 Saiten der Angélique sind diatonisch gestimmt (C – E – F – G – A – H – c – d – e – f – g – a – h – c′ – d′ – e′; auch, etwa bei Jakob Kremberg oder im Tabulaturbuch von Margarete Monin, D bis e′), womit sie sich von theorbierten Lauten mit Terz-Quartenstimmung unterscheidet. Von der vierten bis zur 15. Saite werden die Saiten je nach Tonart umgestimmt, die tiefste Saite wird je nach Erfordernis auch nach D oder nach Bb umgestimmt.

## Blütezeit und Herkunft
Die wenige überlieferte Musik für Angélique (ein Druck, fünf Handschriften) sowie die wenigen erhaltenen Instrumente weisen auf die zweite Hälfte des 17. und den Anfang des 18. Jahrhunderts als die Blütezeit des Instruments.
Die Angabe, die Angélique stamme aus England, beruht auf einer Fehldeutung ihres Namens bei M. H. Fuhrmann (Musicalischer Trichter, Frankfurt/Spree 1706, S. 91). Richtig ist die Deutung als „Engelslaute“ (fälschlich auch „Engelsgitarre“ und „Guitare angélique“ genannt) wegen ihres lieblichen Klanges („Angel Lute“ bei James Talbot, Manuskript Oxford 532, 1685–1701).
Musik für Angélique ist in französischer Tabulatur notiert, wobei die Bezeichnung der Bässe je nach Autor variiert.
Bekannte Komponisten für die Angélique waren neben Michel de Béthune (17. Jahrhundert) auch die Lautenisten Jakob Kremberg (um 1650–1718), Valentin Strobel (1611 – nach 1669) oder Johann Valentin Strobel (1643–1688), Johann Gumprecht (1645–1715) aus Straßburg, der an der Hofkapelle Stuttgart wirkte, und Nicolas-François Vignon. Anonyme Kompositionen finden sich in einer um 1700 datierenden Schweriner Tabulatursammlung von Bernardina Charlotta Trezier.
Erhaltene Instrumente (etwa im Museum des Conservatoire royal de musique in Brüssel) schließen mindestens zwei aus der Werkstatt von Joachim Tielke sowie eines von Johann Christoph Fleischer ein.

## Gedruckte Quellen
- Jakob Kremberg: Musicalische Gemüths-Ergoetzung oder Arien […]. Dresden 1689 (in Tabulatur)-
- Adalbert Quadt (Hrsg.): Gitarrenmusik des 16–18. Jahrhunderts. Band 2: nach Tabulaturen für Colascione, Mandora und Angelica. Leipzig 1971.
- Johann Mattheson: Das Neu-Eröffnete Orchestre. Hamburg 1713, S. 277–278 (bei Internet Archive)
- Hans Radtke (Hrsg.): Ausgewählte Stücke aus einer Angelica- und Gitarrentabulatur (= Musik Alter Meister. Heft 17). Graz 1967.